# 憐 Ren
『憐 Ren』（れん）は、 水口敬文による日本のライトノベル。イラストはシギサワカヤが担当している。第9回スニーカー大賞奨励賞受賞作。角川スニーカー文庫（角川書店）より2004年10月から2005年12月まで刊行された。

## ストーリー
退院した鳴瀬玲人は、久しぶりに来た教室で見知らぬ少女・朝槻憐を見つける。転校生かと思うが、他のクラスメイトは前からいると言う。彼女の謎に触れようとした時に傍にいた関係者に異変が起きるなど、不可解に思っていた玲人は教室で憐と二人だけになった時、不気味な違和感を確信する。彼女は、「時の意志」という巨大なものに関係する存在であった。
自殺をもいとわぬネガティブな少女と、どうしようもなく前向きな少年が織り成す希望の物語。

## 登場人物
朝槻憐（あさつき れん）
本編の主人公及び、ヒロイン。金髪（地毛）をもつ美人。運動神経が異常なほど優れている。本当は約500年の未来で、ストリートチルドレンをしていたが、ある事をきっかけに現代に来た。「予言」通りの人生を歩むことに嫌悪を感じ、性格を猫かぶってみたり玲人を脅したりなどなんとかして人生を変えようとする。
鳴瀬玲人（なるせ あきひと）
憐と不可解な出会いをした、主人公の少年。気楽的性格でいわゆるバカ。バスケットボールをこよなく愛している。
本来は記憶を操作させられるところであったが、肺炎のために病院で入院していたため、クラスで一人だけ操作をされなかった。

## 評価
第9回スニーカー大賞にて奨励賞を受賞した（受賞時のタイトルは「彼女の運命譚」）。第9回スニーカー大賞で審査員を務めた藤本ひとみ、水野良は本作について以下のように評している。

## 既刊一覧
- 水口敬文（著）・シギサワカヤ（イラスト） 『憐 Ren』 角川書店〈角川スニーカー文庫〉、全4巻
  1. 「刻のナイフと空色のミライ」2004年10月30日発売、ISBN 4-04-470801-0
  2. 「錆びゆくココロと月色のナミダ」2005年4月1日発売、ISBN 4-04-470802-9
  3. 「〜routine〜」2005年7月30日発売、ISBN 4-04-470803-7 ※短編集
  4. 「遠いキモチと風色のソラ」2005年12月1日発売、ISBN 4-04-470804-5

## 映画
2008年7月26日、渋谷Q-AXシネマのレイトショー枠で公開。岡本玲の初主演映画。

### スタッフ
- 監督 - 堀禎一[5]
- 助監督 - 菅沼隆[5]
- 企画 - 井戸剛[5]、岩瀬貞行[5]
- エグゼクティブプロデューサー - 宮澤伸昌[5]、尾越浩文[5]、井戸剛[5]
- プロデューサー - 岩瀬貞行[5]、若杉類[5]、小野昌司[5]
- 原作 - 水口敬文（角川スニーカー文庫刊）[5]
- 脚本 - 尾上史高[5]
- 脚本協力 - 光益公映[5]
- 撮影 - 橋本彩子[5]
- 編集 - 目見田健[5]
- 音楽監督 - 虹釜太郎[5]
- 照明 - 山本浩資[5]
- 録音 - 西條博介[5]
- 製作 - 「憐」製作委員会（メモリーテック株式会社、株式会社ポニーキャニオン、株式会社フロンティアワークス、株式会社ベドラム）[4]
- 配給：ベドラム[4]

### キャスト
- 朝槻憐：岡本玲[5]
- 鳴瀬玲人：馬場徹[5]
- 七緒修司：中山麻聖[5]
- 上原朋香：鈴木かすみ[5]
- 江の森仁美：齊藤夢愛[5]
- 和久井和彦：千葉恵佑[5]
- 草島五朗：Lee.[5]
- 朝槻里子：宮下順子[5]
- マリ：金子りえ
- 生徒：水口敬文（原作者）

### 主題歌
『空色のミライ』：食い逃げリーダー